# Shohei Kamada
Shohei Kamada (鎌田 祥平 Kamada Shohei?), född 11 maj 1980 i Nagano prefektur, är en japansk före detta fotbollsspelare.
Kamada började sin karriär 2004 i Otsuka Pharmaceutical (Tokushima Vortis). Han spelade 58 ligamatcher för klubben. 2006 flyttade han till Banditonce Kobe. Han avslutade karriären 2006.